# Вошма
Вошма́ (рос. Вошма, марій. Вошма) — присілок у складі Марі-Турецького району Марій Ел, Росія. Входить до складу Косолаповського сільського поселення.

## Населення
Населення — 61 особа (2010; 71 у 2002).
Національний склад (станом на 2002 рік):
- марійці — 72 %
- росіяни — 28 %